# Ричардсон, Шэннон
Шэ́ннон Ри́чардсон (англ. Shannon Richardson), в девичестве — Ро́джерс (англ. Rogers), в предыдущем браке — Гесс (англ. Guess; 31 августа 1977, Буи, Техас, США) — бывшая телевизионная американская актриса

, ныне отбывающая тюремный срок преступница.

## Биография и карьера
Шэннон Ричардсон  (фамилия Роджерс в девичестве) родилась 31 августа 1977 года в США в семье американо-шотландского происхождения Терри Роджерса и Дайан МакКарли. Мать Шэннон бросила семью, когда девочке было 2 года, и она была воспитана отцом в Джорджии. У неё есть младший брат и сестра. Шэннон имеет диплом юриста и преподавательскую степень.
Шэннон снялась в таких фильмах и телесериалах, как «Дневники вампира», «Компаньоны», «Хочу как ты» и «Ходячие мертвецы».
В 2011—2014 годы Шэннон была замужем третьим браком за механиком военного склада Натаниэлем Ричардсоном. У неё есть шесть сыновей: Брэнден, Аллан, Тейлор, Итан, Логан (родились в 1994—2009 годах от разных отцов) и Броди Натаниэль Ричардсон (род. 04.07.2013, от Ричардсона).

## Арест и суд
7 июня 2013 года Шэннон была арестована по подозрению в рассылке писем с рицином президенту США Бараку Обаме и мэру Нью-Йорка Майклу Блумбергу. Изначально Ричардсон утверждала, что письма были отправлены её мужем, но позже призналась в преступлении, заявив, что сделать это её заставил муж. В декабре 2013 года она пошла на сотрудничество со следствием, чтобы не получить грозящего ей пожизненного тюремного заключения.
16 июля 2014 года решением Федерального суда США с учётом сделки со следствием приговорена к 18 годам тюремного заключения. Также суд обязал выплатить $367000 в качестве возмещения убытков.